# Markuelia
Markuelia ist eine aus der erdgeschichtlichen Periode des Tommot im mittleren Kambrium erhaltene Gattung fossiler Würmer. Es gibt zwei bekannte Arten, die vermutlich die engsten bekannten Verwandten der drei modernen Tierstämme der Korsetttierchen (Loricifera), Hakenrüssler (Kinorhyncha) und Priapswürmer (Priapulida) darstellen. In der Hunan-Provinz Südchinas wurden Embryos von Markuelia hunanensis, in Ostsibirien solche von Markuelia secunda gefunden. Erstere haben sich aus nahezu allen Entwicklungsstadien von den ersten Zellteilungen bis zum Zeitpunkt des Schlüpfens erhalten und geben einen einmaligen Einblick nicht nur in die Embryonalentwicklung dieser Tiere, sondern auch in die Stammesgeschichte der gesamten, als Scalidophora bekannten, Gruppe.

## Die Fossilien
Die Konservierung weichkörperiger Tiere als Fossilien ist bereits äußerst ungewöhnlich, die Möglichkeit einer Erhaltung embryonaler Lebensstadien wurde hingegen lange Zeit praktisch völlig ausgeschlossen. Aus diesem Grund sind die vorliegenden Funde von hohem wissenschaftlichen Wert.
Bei beiden Arten wurde eine Konservierung in Kalkstein durch feinkörniges Calciumphosphat ermöglicht, das die Weichgewebe entweder durch komplette Ersetzung oder durch einen feinen Filmüberzug vor dem Verfall bewahrt hat. Da dieser Vorgang nach dem Eintritt des Todes sehr schnell abgelaufen sein muss, nimmt man an, dass die Einwirkung von Bakterien dabei eine Rolle spielte.
Sedimentäre Phosphatablagerungen und die damit verbundenen außergewöhnlichen Erhaltungsbedingungen finden sich in der Übergangszeit vom Ediacarium zum Kambrium vergleichsweise häufig – warum dies ausgerechnet in diesen frühen erdgeschichtlichen Epochen der Fall war, ist jedoch noch nahezu unverstanden – möglicherweise war diese Frühzeit des Erdaltertums durch eine ganz andere Ozeanchemie als heute geprägt.

### Markuelia hunanensis
Die fossilen Embryos von Markuelia hunanensis stammen aus der Bitiao-Formation Wangcuns in der Hunan-Provinz Südchinas – von letzterer leitet sich auch der zweite Bestandteil, das Epithet, des wissenschaftlichen Namens ab. Der Erhaltungsgrad der Fossilien ist sehr unterschiedlich; im besten Fall lassen sich aber noch Strukturen in einer Größenordnung von etwa 0,3 Mikrometern ausmachen.
Von den Tieren liegen unterschiedliche Entwicklungsstadien vor, deren Abmessungen zwischen etwa 240 und 410 Mikrometern liegen. Das früheste Stadium zeigt den Embryo im Blastula-Stadium, die Teilungsfurchen zwischen den einzelnen Zellen, den Blastomeren, deren Zahl auf 485 geschätzt wird, sind dabei gut zu erkennen. In späteren, aber immer noch kugelförmigen Stadien lassen sich differenziertes Embryogewebe und undifferenzierte Oberflächenteile unterscheiden, die vermutlich Dotter darstellen. Der Embryo hat nun bereits ein wurmähnliches Aussehen und ist so auf der Oberfläche der mutmaßlichen Dotterkugel zusammengerollt, das Kopf und Schwanz nebeneinander zu liegen kommen. Der Rumpf verbindet beide durch eine Doppelschleife in der Form eines umgekehrten S. Er ist außen von mehr als hundert etwa 180 bis 190 Mikrometer breiten und 20 bis 25 Mikrometer langen Ringen bedeckt, die sich, wie in aufgebrochenen Exemplaren erkennbar ist, nach innen hin fortsetzen, also keine Oberflächenmerkmale darstellen. Senkrecht zu den Ringen ist der Körper durch feine, nur etwa 0,3 bis 0,5 Mikrometer breite Bänder gezeichnet.
In der Schwanzregion sind die Ringe weitaus schwächer ausgeprägt; hier befinden sich stattdessen sechs gekrümmte, 50 bis 90 Mikrometer lange Stacheln, die bei den lebenden Tieren wahrscheinlich ringförmig um eine den Schwanz abschließende Mulde angeordnet waren, die sich als Körperöffnung, zum Beispiel als After, interpretieren lässt.
Der Kopf ist nur bei einem Exemplar in einem aussagekräftigen Erhaltungszustand. Wie auch auf dem Schwanz sind die Ringe hier nur sehr unauffällig; stattdessen finden sich wie dort zahlreiche, allerdings mit etwa 30 Mikrometern etwas kürzere Stacheln. Sie sind in drei ringförmigen, einander überlappenden Reihen angeordnet und weisen in die mundabgewandte Richtung. Abgeflacht und mit einer glatten Oberfläche waren sie vermutlich von einer Außenhaut (Cuticula) umgeben, lassen sich aber nach Angaben der entdeckenden Wissenschaftler nicht als starre Fortsätze der Körperwand ansehen. An der Spitze des Kopfes liegt der abschließende Mund, für den ein Durchmesser von 46 Mikrometern gemessen wurde.
Die Entdecker schätzen, dass der Embryo zum Zeitpunkt der Fossilisierung eine Länge von etwa drei Millimetern erreicht hatte – er war damit bereits größer als die meisten erwachsenen Tiere der modernen Scalidophora. Es kann als sehr wahrscheinlich gelten, dass es sich um direkt entwickelnde Tiere handelte, also kein zwischengeschaltetes Larvenstadium existierte.
Der Holotyp der Art befindet sich heute im Geologischen Museum der Universität Peking.

### Markuelia secunda
Die Fossilien von Markuelia secunda wurden zuerst in den 1980er Jahren von russischen Paläontologen in der ostsibirischen Pestrotsvet-Formation am Fluss Aldan in Süd-Jakutien gefunden, jedoch erst spät als Embryos erkannt. Auch sie stammen zeitlich aus der erdgeschichtlichen Periode des Tommotium.
Die kugelförmigen Fossilien mit einem Durchmesser von etwa einem halben Millimeter ähneln stark Markuelia hunanensis, befinden sich aber in schlechterem Erhaltungszustand. Auch hier sind die Embryos von wurmförmigem, außen geringtem Aussehen und schleifenförmig um die Kugeloberfläche gewickelt. Wie bei Marcuelia hunanensis ist der Rumpf in Form eines umgekehrten S angeordnet, so dass die etwas verbreiterten Kopf- und Schwanzregionen auf einer Hemisphäre nebeneinander zu liegen kommen. Die Gesamtlänge des Embryos wird mit 3, die Breite mit 0,2 bis 0,4 Millimetern angegeben, während die Länge der etwa 75 Ringe auf etwa 30 bis 50 Mikrometer geschätzt wird.
Das Kopfende von Markuelia secunda ist nicht gut erhalten; dafür lassen sich in der Schwanzregion insgesamt vier in zwei spiegelsymmetrischen Paaren angeordnete stachelartige Strukturen ausmachen. Gleichzeitig wiederholen sich auf jedem dritten Segment in ungefähr gleicher Position kegelförmige, spitz zulaufende Vorsprünge.
Im Körperinneren lassen sich bei aufgebrochenen Exemplaren feine stabähnliche Objekte erkennen, die jeweils genau einem Ring zugeordnet werden können, aber vermutlich nicht Teil der Körperwandung sind – dies spräche für eine interne Segmentierung der Tiere. Ob es sich um innere Organe handelt, und wenn ja, um welche, ist allerdings nur sehr schwer zu entscheiden, da die Phosphatablagerungen die ursprünglichen Abmessungen der Strukturen verfälscht haben könnten.
Auch bei Markuelia secunda war die Entwicklung vermutlich direkt und der Embryo spiegelt bereits die grundlegende Körperform des erwachsenen Tieres wider.
Unter anderem wegen der eher spiegelsymmetrischen, zangenartigen statt radialen Anordnung der Stacheln wird Markuelia secunda von Markuelia hunanensis unterschieden; ihre Ähnlichkeiten schienen den Entdeckern letzterer Art allerdings hinreichend, um beide in dieselbe Gattung zu stellen. Exemplare von Markuelia secunda befinden sich heute im Schwedischen Museum für Naturgeschichte in Stockholm.

## Stammesgeschichtlicher Verwandtschaftskreis
Für Markuelia secunda wurden bis zur Entdeckung von Markuelia hunanensis verschiedene moderne und ausgestorbene Tiergruppen als engere Verwandtschaftsgruppe in Betracht gezogen, darunter besonders die Stummelfüßer (Onychophora), die Ringelwürmer (Annelida) und die ebenfalls segmentierten Halkieriiden (Halkieriida). Letztere sind eine paraphyletische Gruppe ausgestorbener Arten, die systematisch vermutlich auf der Stammlinie von Ringelwürmern und Weichtieren (Mollusca) liegen.
Da man annehmen kann, dass die meisten Merkmale von Markuelia hunanensis für die Gattung charakteristisch sind, machten diese eine Revision der oben angeführten älteren Vorstellungen notwendig: So lässt sich das Fehlen jeglicher Form von Körperanhängen selbst in späten Entwicklungsstadien der Embryos nur schwer mit einer engeren Verwandtschaft mit Ringelwürmern oder Stummelfüßern in Einklang bringen. Schon in der wissenschaftlichen Literatur zu Marcuelia secunda, also vor dem Fund der zweiten, besser erhaltenen Art, wird zudem auf das Fehlen transversaler, also quer zur Körperachse angeordneter Querwände (Septa) aufmerksam gemacht und eine evolutionäre Entsprechung der vorgefundenen stachelförmigen Strukturen mit den Körperanhängen (Parapodien) der Ringelwürmer in Frage gestellt.
Demgegenüber ist bei den Halkieriden die Orientierung der Stacheln verschieden angelegt und der Mund anders positioniert, nicht wie bei Markuelia den Körper nach vorne abschließend (terminal), sondern dahinter (subterminal). Auch die direkte Entwicklung von Markuelia, also ohne zwischengeschaltetes Larvenstadium, widerspricht einer allzu engen Verwandtschaft mit den oben genannten Tiergruppen.
Stattdessen sprechen Aufbau, Anordnung und Orientierung der Kopfstacheln für eine enge Verwandtschaft mit den Scalidophora, einer natürlichen Verwandtschaftsgruppe aus Hakenrüsslern (Kinorhyncha), Priapswürmern (Priapulida) und Korsetttierchen (Loricifera); die Position des Mundes ist für ein weiter gefasstes Taxon namens Cyclioneuralia charakteristisch, das zusätzlich noch Faden- (Nematoda) und Saitenwürmer (Nematomorpha) umfasst. Eine kladistische Analyse ergab die folgende systematische Einordnung der beiden Markuelia-Arten:
|  | Fadenwürmer (Nematoda)      |
|  |                             |
|  | Saitenwürmer (Nematomorpha) |
|  |                             |

|  | † M. hunanensis |
|  |                 |
|  | † M. secunda    |
|  |                 |

|               | Hakenrüssler (Kinorhyncha)                                                                 |
|               |                                                                                            |
| Vinctiplicata | \| \| Korsetttierchen (Loricifera) \| \| \| \| \| \| Priapswürmer (Priapulida) \| \| \| \| |
|               | \| \| Korsetttierchen (Loricifera) \| \| \| \| \| \| Priapswürmer (Priapulida) \| \| \| \| |
|               | Korsetttierchen (Loricifera)                                                               |
|               |                                                                                            |
|               | Priapswürmer (Priapulida)                                                                  |
|               |                                                                                            |

|  | Korsetttierchen (Loricifera) |
|  |                              |
|  | Priapswürmer (Priapulida)    |
|  |                              |

|  | † M. hunanensis |
|  |                 |
|  | † M. secunda    |
|  |                 |

|               | Hakenrüssler (Kinorhyncha)                                                                 |
|               |                                                                                            |
| Vinctiplicata | \| \| Korsetttierchen (Loricifera) \| \| \| \| \| \| Priapswürmer (Priapulida) \| \| \| \| |
|               | \| \| Korsetttierchen (Loricifera) \| \| \| \| \| \| Priapswürmer (Priapulida) \| \| \| \| |
|               | Korsetttierchen (Loricifera)                                                               |
|               |                                                                                            |
|               | Priapswürmer (Priapulida)                                                                  |
|               |                                                                                            |

|  | Korsetttierchen (Loricifera) |
|  |                              |
|  | Priapswürmer (Priapulida)    |
|  |                              |

|  | Fadenwürmer (Nematoda)      |
|  |                             |
|  | Saitenwürmer (Nematomorpha) |
|  |                             |

|  | † M. hunanensis |
|  |                 |
|  | † M. secunda    |
|  |                 |

|               | Hakenrüssler (Kinorhyncha)                                                                 |
|               |                                                                                            |
| Vinctiplicata | \| \| Korsetttierchen (Loricifera) \| \| \| \| \| \| Priapswürmer (Priapulida) \| \| \| \| |
|               | \| \| Korsetttierchen (Loricifera) \| \| \| \| \| \| Priapswürmer (Priapulida) \| \| \| \| |
|               | Korsetttierchen (Loricifera)                                                               |
|               |                                                                                            |
|               | Priapswürmer (Priapulida)                                                                  |
|               |                                                                                            |

|  | Korsetttierchen (Loricifera) |
|  |                              |
|  | Priapswürmer (Priapulida)    |
|  |                              |

|  | † M. hunanensis |
|  |                 |
|  | † M. secunda    |
|  |                 |

|               | Hakenrüssler (Kinorhyncha)                                                                 |
|               |                                                                                            |
| Vinctiplicata | \| \| Korsetttierchen (Loricifera) \| \| \| \| \| \| Priapswürmer (Priapulida) \| \| \| \| |
|               | \| \| Korsetttierchen (Loricifera) \| \| \| \| \| \| Priapswürmer (Priapulida) \| \| \| \| |
|               | Korsetttierchen (Loricifera)                                                               |
|               |                                                                                            |
|               | Priapswürmer (Priapulida)                                                                  |
|               |                                                                                            |

|  | Korsetttierchen (Loricifera) |
|  |                              |
|  | Priapswürmer (Priapulida)    |
|  |                              |

## Auswirkungen für Embryologie und Systematik
Die Fossilienfunde bestätigen einerseits Vorhersagen der vergleichenden Embryologie und unterstreichen damit die Bedeutung, die embryologischen Studien für ein Verständnis der stammesgeschichtlichen Verwandtschaftsverhältnisse von Taxa (systematisch benannten Gruppen von Lebewesen) zukommt. Andererseits vermehren sie das Wissen um die embryonale Entwicklung der Scalidophora selber – die frühe Lebensgeschichte der mehr als 500 Millionen Jahre alten Markuelia-Arten ist ironischerweise besser bekannt als die ihrer meisten modernen Verwandten. Sie haben zudem direkte Relevanz für die moderne Systematik und erlauben daneben erstmals den historischen Vergleich und damit einen Einblick in die evolutionäre Entwicklung ontogenetischer, also lebensgeschichtlicher Vorgänge.
Die Vorhersage der vergleichenden Embryologie, dass sich bereits die ersten Scalidophora direkt, also ohne Umweg über ein planktonlebendes Larvenstadium zum erwachsenen Tier entwickelten, wurde durch die Markuelia-Funde als richtig erkannt; es scheint also möglich zu sein, aus der Lebensgeschichte der modernen Taxa vergleichend auf den ursprünglichen Verlauf bei ihren ausgestorbenen Vorgängern zu schließen. Durch ein detailliertes Studium der lebensgeschichtlichen Entwicklung der Markuelia-Arten lassen sich zudem von der vergleichenden Embryologie vorgebrachte Hypothesen zur Evolution einzelner Merkmale bzw. Merkmalskombinationen erstmals wissenschaftlich testen.
Eine wichtige systematische Konsequenz der Funde liegt darin, dass die Larvenstadien von Priapswürmern und Korsetttierchen als abgeleitete Merkmale (Apomorphien) gedeutet werden müssen und vielleicht sogar als gemeinsame abgeleitete Merkmale (Synapomorphien) interpretiert werden können. In letzterem Fall würde die Kontroverse um die stammesgeschichtlichen Beziehungen der drei Scalidophora-Taxa zueinander im Sinne eines Schwestertaxonverhältnis zwischen Priapswürmern und Korsetttierchen aufgelöst. Eine konvergente Entwicklung, also das unabhängige Auftreten strukturell ähnlicher (analoger), aber nicht auf eine gemeinsame Vorgängerstruktur zurückführbarer (homologer) Merkmale, ist allerdings derzeit noch nicht auszuschließen.
Auch auf die stammesgeschichtlichen Beziehungen der Scalidophora selber werfen die Markuelia-Funde ein neues Licht, da zahlreiche vermutete Homologien zwischen den Scalidophora und ihrer mutmaßlichen Schwestergruppe, den Nematoida (Faden- und Saitenwürmer), nun schon von der Stammlinie der Scalidophora her bekannt sind, also keine abgeleiteten Merkmale der modernen Taxa darstellen. Dies führt gleichzeitig zu der Frage, welche der Charaktere der Scalidophora als abgeleitet und welche als ursprünglich anzusehen sind, oder mit anderen Worten, wie stark die Scalidophora vom gemeinsamen Grundbauplan aller Cycloneuralia (der Zusammenfassung von Scalidophora und Nematoida) abgewichen sind. Da zahlreiche Merkmale möglicherweise als evolutionäre Homologien auch in der Außengruppe der Bauchhärlinge (Gastrotricha) zu finden sind, können die Scalidophora wohl als eine vergleichsweise konservative Gruppe der Cycloneuralia und eventuell sogar des umfassenderen Taxons der Häutungstiere (Ecdysozoa) angesehen werden, so dass einer ihrer frühen Vertreter wie Markuelia eine Vorstellung von den Charakteristika der Stammart vermitteln könnte.
Damit verbunden ist die evolutionsgeschichtlich interessante Frage, ob die Segmentierung des Körpers, die zum Beispiel bei den Gliederfüßern (Arthropoda), zu denen man etwa die Insekten (Insecta), Spinnen (Araneae) oder Krebstiere (Crustacea) zählt, deutlich erkennbar ist, ein ursprüngliches oder ein abgeleitetes Merkmal der Häutungstiere darstellt. Lange Zeit wurden zum Beispiel die Zonite genannten Körperabschnitte der wurmartigen Hakenrüssler als konvergent entstanden angesehen. Sollten sich die paläontologischen Befunde hinsichtlich der sich tief in den Körper fortsetzenden Ringe von Markuelia bestätigen, könnte es sein, dass diese Ansicht noch einmal überdacht werden muss.
Paläontologisch beweist Markuelia die Existenz der Scalidophora-Gruppe im mittleren Kambrium, eine Tatsache, die bisher aus der Kenntnis von kambrischen Gliederfüßern (Arthropoda), die den anderen Zweig der Häutungstiere bilden, indirekt erschlossen werden konnte, die jetzt aber unabhängig davon bestätigt ist. Sie verstärkt zudem die Vorhersage, dass auch die Stammlinie der Nematoida zu diesem Zeitpunkt bereits etabliert war, deren paläontologischer Nachweis aus kambrischen Schichten im Jahre 2004 aber noch aussteht.
Die Funde von Markuelia liefern somit ein gutes Beispiel dafür, wie die Verschränkung paläontologischer, embryologischer und paläoembryologischer Forschungsergebnisse in Wechselwirkung mit den Erkenntnissen der modernen Systematik zu einem vertieften Verständnis evolutionärer Vorgänge führen können – sowohl auf der Ebene des Einzelorganismus und seiner Ontogenese, also lebensgeschichtlichen Entwicklung, als auch auf der Ebene der Abstammungsgemeinschaft und ihrer Phylogenese, also stammesgeschichtlichen Entwicklung.